# LG Optimus GT
Il telefonino LG Optimus GT (noto anche come GT540 o semplicemente come LG Optimus) è un telefono di tipo smartphone che funziona tramite il sistema operativo Android di Google Inc.. Esso possiede un processore ARMv6 Qualcomm MSM7227 a 600 MHz, uno schermo da 3 pollici di tipo resistivo e 130 MB di memoria interna (espandibili con memoria esterna fino a 32GB). Le partizioni possono essere ridimensionate tramite un programma funzionante in Fastboot (Power button+camera button), le partizioni di fabbrica sono 250 di sistema, 130 di dati.
Con la fotocamera da 3 megapixel si possono scattare foto e condividerle direttamente sui siti di Social Networking di Internet. Scatta foto a 2580x1536 e registra video a 640x480 (in definizione VGA).
A livello di connettività, questo telefonino supporta la maggior parte delle reti, tra cui HSDPA, Wi-Fi (classi b/g), Bluetooth 2.1 e A-GPS.
Al momento del lancio, il telefonino possedeva la versione 1.6 di Android (nome in codice "Donut"). Questo telefonino però può essere aggiornato alla versione 2.1 di Android (nome in codice  "Eclair").. Successivamente, con il supporto di XDA, il telefono è stato sbloccato tramite un file *.KDZ con ROM v2.1 Europe Open e con la funzione Fastboot, gestibile da PC e con la quale si possono installare recovery alternative, ROM in file *.img standard. Alcuni sviluppatori sono diventati conosciuti tra i possessori di questo genere di telefoni rootati, come miroslav_mm, autore delle ROM 2.2.1, 2.3.7 (in versione CM7 e AOSP), 4.0.3 e 4.0.4 (progetto iniziato da Mike Gapinski con Android 4.0.1 e 4.0.3 e terminato con successo da miroslav_mm con la 4.0.4). Infine lo sviluppatore si è fermato a sviluppare nuovi aggiornamenti per il mancato spazio e per il PC poco potente ma è riuscito a fare 2 ROM 4.1.1 e delle repo disponibili su GitHub per altri sviluppatori (ad esempio Grift che ha continuato il progetto per solo un aggiornamento, per ora). Il dispositivo è stato potenziato in modo che abbia più RAM disponibile con lo swap (estensione virtuale di memoria RAM conosciuta in Linux con questo nome e in Windows con il nome di "paging"), e il conosciuto overclock a900MHz ancora funzionale. Il telefono oggi è supportato in Legacy and Low Activity Devices, e il suo posto è stato preso da mesi dal famoso LG Optimus One P500, successore del GT540. Oggi le ROM più diffuse sono i Soft-Mod di Android 2.3.7 basati sulle ROM di miroslav_mm.